# Misión jesuítica de San Carlos Borromeo
La misión jesuítica de San Carlos Borromeo fue una de las misiones que la Compañía de Jesús estableció en la provincia jesuítica del Paraguay durante la colonización española de América.
Está ubicada en la ciudad de San Carlos, provincia de Corrientes, República Argentina.
Fue fundada por Pedro Molas en el año 1631.